# Liste des compagnies aériennes au Cambodge
Voici une liste des compagnies aériennes opérant actuellement au Cambodge,.

## Compagnies aériennes actives
| Compagnie aérienne        | AITA | OACI | Indicatif d'appel | Début des opérations | Remarques                                                                 | Image |
| ------------------------- | ---- | ---- | ----------------- | -------------------- | ------------------------------------------------------------------------- | ----- |
| Bassaka Air               | 5B   | BSX  | BASSAKA           | 2014                 | Aéroport international de Phnom Penh                                      |       |
| Cambodia Airways          | KR   | KME  | GIANT IBIS        | 2017                 | Aéroport international de Phnom Penh                                      |       |
| Cambodge Angkor Air       | K6   | KHV  | CAMBODGE AIR      | 2009                 | Aéroport international de Phnom Penh, Aéroport international de Siem Reap |       |
| JC International Airlines | QD   | JCC  | CAMBO             | 2016                 | Aéroport international de Phnom Penh                                      |       |
| Lanmei Airlines           | LQ   | MKR  | AIR LANME         | 2016                 | Aéroport international de Phnom Penh                                      |       |
| Sky Angkor Airlines       | ZA   | SWM  | SKY ANGKOR        | 2014                 | Aéroport international de Siem Reap                                       |       |

## Voir également
- Liste des compagnies aériennes
- Liste des compagnies aériennes en Asie
- Compagnies aériennes interdites d'exploitation dans l'Union européenne
- Liste des compagnies aériennes disparues en Asie
- Liste des compagnies aériennes en Europe